# Eva Gothlin
Eva Gothlin, född Lundgren 26 januari 1957 i Norrköping, död 22 december 2006 i Göteborg, var en svensk idéhistoriker. Hon var gift med konstnären Hans Gothlin, med vilken hon fick två barn.

## Karriär
Gothlin disputerade i idéhistoria vid Göteborgs universitet 1991 på avhandlingen Kön och existens: studier i Simone de Beauvoirs Le Deuxième Sexe (Göteborg: Daidalos, 1991).
1998 blev hon den första föreståndaren för det då nybildade Nationella sekretariatet för genusforskning.
2001 blev hon docent i idéhistoria.
Från 2004 och fram till sin död var hon universitetslektor vid institutionen för genusvetenskap vid Göteborgs universitet.

## Forskning och verksamhet
Gothlin var en ledande Simone de Beauvoir-forskare, uppmärksammad såväl i Sverige som internationellt. Hennes avhandling översattes till engelska 1996 och franska 2001, hon författade artikeln om Simone de Beauvoir i Routledges filosofiska encyklopedi och hon agerade fackgranskare till och skrev förordet för nyöversättningen av Simone de Beauvoirs Det andra könet (2002).
Gothlin har även författat mer övergripande texter om genusvetenskap och feministisk teori, däribland skriften Kön eller genus? (1999) som använts på  universitetskurser i genusvetenskap.
Från 2000 arbetade Gothlin med ett forskningsprojekt som idéhistoriskt analyserade "hur vänskap mellan kvinna och man skildrats och begreppsliggjorts i den västerländska idéhistorien".